# Le Champion improvisé
Pour plus de détails, voir Fiche technique et Distribution.
Le Champion improvisé (Fast and Furious) est un film américain réalisé par Melville W. Brown et sorti en 1927.

## Synopsis
Tom Brown conduit une voiture à toute allure sur une route de campagne. L'homme d'affaires J. D. Smithfield, qui se trouve avec sa fille Ethel, n'accepte pas de se faire dépasser et tente de rivaliser avec Tom. Celui-ci a un accident spectaculaire dont il se sort toutefois sans mal. Smithfield s'arrête et lui laisse sa carte, mais Tom n'a d'yeux que pour Ethel. Tandis que le père et la fille s'en vont, Tom reste hébété sur la route ; percuté par une autre voiture, il se retrouve à l'hôpital, le crâne fracturé et la colonne vertébrale endommagée.
Il se rétablit bientôt, mais conserve une profonde appréhension pour les automobiles. Se rendant en Californie pour faire sa convalescence au soleil, mais aussi pour retrouver Smithfield et sa fille qui vivent à Los Angeles, il prend une voiture à cheval en sortant de la gare et se querelle dans une embouteillage avec Smithfield, qu'il n'a pas reconnu. Retrouvant celui-ci chez Dumont, un artiste chargé de réaliser une sculpture de pilote automobile pour le compte de Smithfield, il se fait chasser par ce dernier alors qu'il a à peine pu échanger un mot avec Ethel. Toutefois, Dumont le garde avec lui pour le faire poser à la place de Billing, un célèbre pilote européen qui n'a pas pu venir.
Le soir même, la sculpture est dévoilée dans une soirée mondaine qui prélude à une grande course automobile prévue pour le lendemain. Désormais tous prennent Tom pour Billing, y compris  Smithfield qui lui demande de conduire une voiture pour son compte dans la course. Prétendant ne pas le pouvoir parce que son contrat lui interdit de piloter en Amérique, il finit par accepter le lendemain matin, par amour pour Ethel qui en fait une condition à leur mariage. Tous deux se rendent au circuit automobile avec beaucoup de difficulté ; pour échapper à des policiers, Tom se maquille pour paraître blessé et Ethel l'emmène dans un hôpital où on lui administre du chloroforme pour l'empêcher de se débattre. Une fois l'erreur comprise, on lui fait boire au contraire de l'alcool à 90 degrés pour le réveiller.
Désormais libéré de ses peurs, il arrive au circuit juste avant le début de la course ; quelque peu dégrisé, il avoue ne pas être Billings et constate la déception d'Ethel. Il s'engage alors dans la course avec l'intention de mourir. Avec l'aide du mécanicien qui l'accompagne, il se prendra peu à peu au jeu et, après plusieurs péripéties, remportera la course et l'amour d'Ethel. 

## Fiche technique
- Titre original : Fast and Furious
- Titre français : Le Champion improvisé
- Réalisation : Melville W. Brown
- Scénario : Raymond Cannon, Reginald Denny, Rob Wagner
- Direction artistique : Arthur L. Todd
- Société de production : Universal Pictures
- Pays d'origine :  États-Unis d'Amérique
- Langue originale : anglais
- Format : noir et blanc — 35 mm — muet
- Genre : comédie
- Durée : 78 minutes
- Dates de sortie :
  - États-Unis d'Amérique : 12 juin 1927
  - France : 27 janvier 1928

## Distribution
- Reginald Denny : Tom Brown
- Barbara Worth : Ethel[1]
- Claude Gillingwater : Smithfield
- Armand Kaliz : Dumont
- Lee Moran : Joe
- Charles K. French : Hodge
- Wilson Benge : Coachman
- Robert Homans : Doctor
- Kingsley Benedict : Shorty
- Edgar Norton : un Anglais